# 와트 타일러

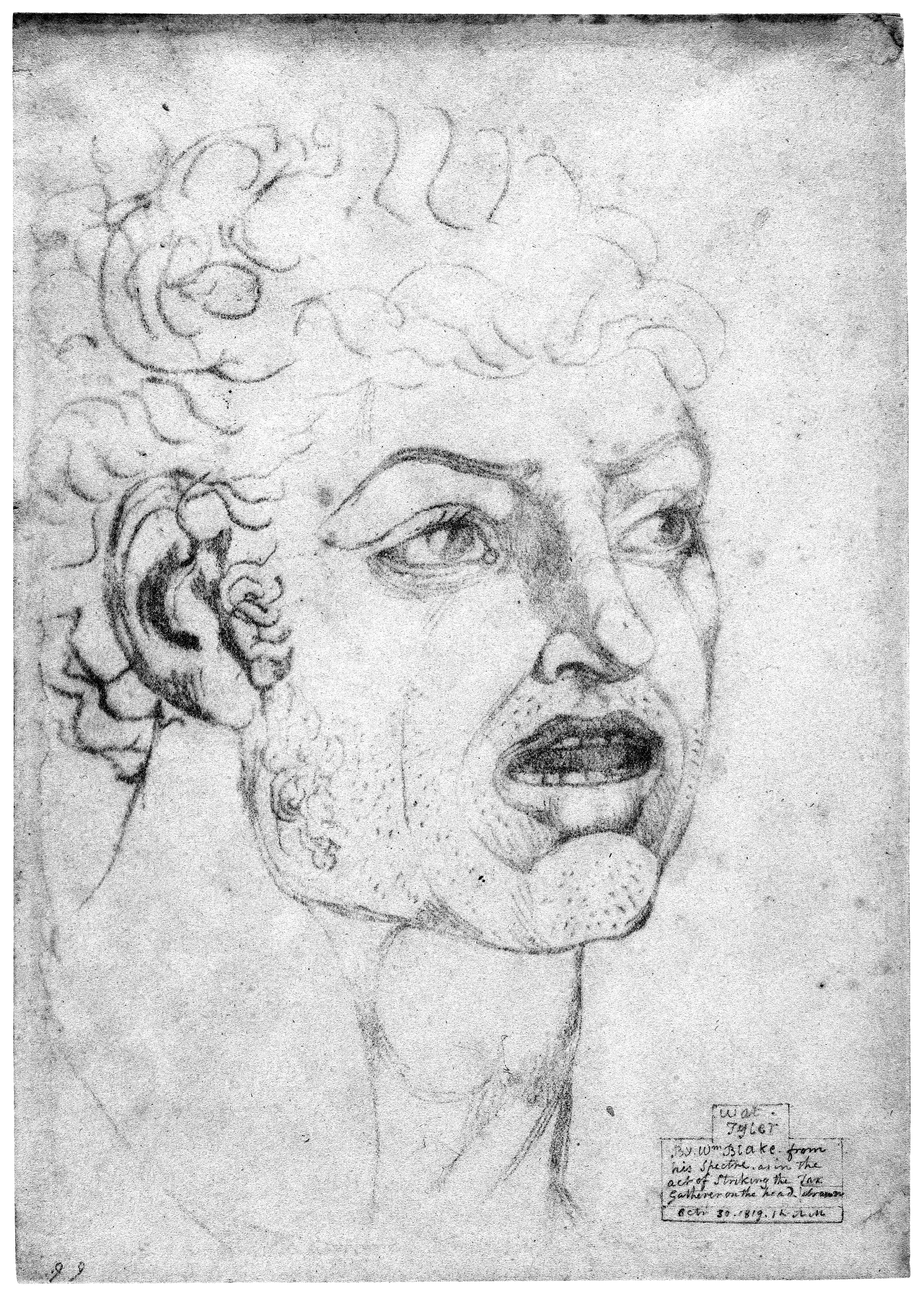
윌리엄 블레이크가 그린 와트 타일러.

와트 타일러(영어: Wat Tyler, ? ~ 1381년 6월 15일)는 1381년 잉글랜드에서 발생한 대규모의 민란인 와트 타일러의 난의 지도자이다. 인두세 부과에 항의하는 한 무리의 시위대를 이끌고 캔터베리에서 잉글랜드의 수도인 런던까지 행진했다. 그해 5월 난이 짧은 성공을 거두어 런던의 스미스필드에서 국왕 리처드 2세와 협상을 하던 도중, 타일러는 국왕의 장교들에게 살해당했고, 봉기도 와해되었다.
와트 타일러의 초기 생애에 관해서는 확실히 알 수 없다. 원래 이름은 월터(Walter)였다는데, 원래 성씨가 무엇이었는지는 알 수 없다('컬페퍼Culpepper' 혹은 '헬리어Helier'가 제안된 바 있다). '타일러Tyler'라는 이름은 그 직업이 기와공(roof tiler)이어서 유래된 것으로 생각된다. 타일러의 출신지는 다트퍼드, 뎁트퍼드, 메이드스톤 등 다양한 곳이 거론되고 있는데 모두 잉글랜드의 켄트주에 있다.

## 같이 보기
- 존 볼 (사제)